# Witold Pilecki
Witold Pilecki (13. května 1901, Oloněc – 25. května 1948, Varšava) byl polský voják, který v listopadu 1939 spoluzaložil Tajnou polskou armádu (polsky Tajna Armia Polska), odbojovou skupinu na území okupovaného Polska, a později člen odbojové organizace Zemská armáda (Armia Krajowa). V roce 1940 se nechal dobrovolně zavřít do koncentračního a vyhlazovacího tábora Auschwitz I.,  aby získal zpravodajské informace o chodu tábora a zorganizoval odboj mezi vězni. Díky zprávám, které sepsal, se ke Spojencům dostaly první informace o nacistických zločinech páchaných v tomto základním koncentračním táboře - v původních kasárnách polské armády. V roce 1943 z tábora unikl a v srpnu 1944 se zúčastnil varšavského povstání.
Po válce pracoval jako agent polské exilové vlády a v Polsku shromažďoval informace o sovětských zločinech na Polácích. Komunistická tajná policie ho však odhalila a zatkla. Přes mučení při výsleších neprozradil žádné citlivé informace a byl popraven v květnu 1948 v Mokotovském vězení ve Varšavě. Pileckého jméno bylo po celou dobu komunistického režimu v Polsku zakázané a památka na něho se téměř vytratila. Avšak v roce 1990 byl rehabilitován a následně několikrát vyznamenán a povýšen in memoriam. Jeho činy se postupně dostaly do širšího povědomí a tento důstojník je považován za jednoho z největších polských hrdinů 40. let 20. století.
V roce 2020 o Witoldovi Pileckém vyšla česky kniha Dobrovolník, od britského autora Jacka Fairweathera.
„Já si myslím, že jedna z těch nejtěžších částí, když se snažíte pochopit Pileckého příběh je to, že on měl pocit, že neuspěl, že v Auschwitzu selhal, protože jeho úkol bylo podat zprávu na západ a on měl pocit, že se mu to nepodařilo. Co já jsem chtěl udělat v té knize, bylo ukázat, že se ty jeho zprávy opravdu dostaly z tábora ven."
Jack Fairweather v Hyde Parku Civilizace na ČT24 3.6.2023

## Mládí
Pocházel ze šlechtického rodu erbu Leliwa. Narodil se ve městě Oloněc v Karélii, kam byla jeho rodina nuceně vystěhována ruskými carskými úřady po potlačení polského lednového povstání v letech 1863 až 1864. Jeho děd, Józef Pilecki, strávil pro účast na povstání sedm let ve vyhnanství na Sibiři. V roce 1910 se rodina Witolda Pileckého přestěhovala do Vilna (dnešní Vilnius v Litvě), kde vystudoval obchodní školu a vstoupil do tajného skautského spolku (Związek Harcerstwa Polskiego). V roce 1916 se přestěhoval do města Orel, kde založil místní skautskou skupinu.

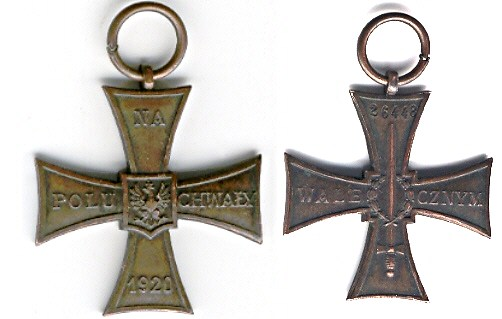
Kříž za chrabrost, udílený během polsko-sovětské války

Během první světové války se v roce 1918 přidal do skautské sekce polských obranných jednotek pod velením generála Władysława Wejtka, působících ve vilenské oblasti. Když jejich sektor fronty obsadili bolševici, prováděla jeho jednotka partyzánský boj za nepřátelskou linií. Pilecki následně vstoupil do pravidelné Polské armády a zúčastnil se polsko-sovětské války v letech 1919 až 1920, v níž sloužil pod majorem Jerzy Dąbrowskim. Bojoval v kyjevské ofenzivě, kde se jeho jezdecká jednotka podílela na obraně Grodna (součást dnešního Běloruska). Dne 5. srpna 1920 se přidal k 211. hulánskému regimentu a bojoval v klíčově bitvě u Varšavy, v Rudnickém lese (Puszcza Rudnicka) a zúčastnil se osvobození Vilna. Dvakrát byl vyznamenán Křížem za chrabrost.
Po skončení polsko-sovětské války v roce 1921 po uzavření rižského míru dokončil středoškolská studia ve Vilně, zakončená maturitou, a úspěšně složil poddůstojnické zkoušky v Polské armádě. Rovněž studoval na univerzitě Štěpána Báthoryho ve Vilně (dnešní Vilniuská univerzita), a opravil rodinný majetek poničený válkou. Následně absolvoval důstojnický kurz a byl přidělen k jezdeckému pluku v hodnosti podporučíka. V meziválečném období pracoval na rodinném statku ve vesnici Sukurcze, angažoval se jako sociální aktivista a amatérsky maloval. Dne 7. dubna 1931 se oženil s Marií, rozenou Ostrowskou (1906–2002). Společně měli dvě děti, které se obě narodily ve Vilně: syna Andrzeje (* 1932) a dceru Zofiu (* 1933). V roce 1938 byl vyznamenán stříbrným Křížem za zásluhy za svou sociální a komunitní činnost.

## Druhá světová válka
Krátce před vypuknutím druhé světové války byl 26. srpna 1939 mobilizován coby velitel jezdecké čety. Byl přidělen k 19. pěchotní divizi pod velením Józefa Kwaciszewskiho, která byla součástí tzv. polské pruské armády (Armia Prusy). Jeho jednotka se dostala do těžkých bojů s postupující německou armádou během německé invaze do Polska a byla částečně zničená. Pileckého četa se stáhla k jihovýchodu, směrem ke Lvovu (součást dnešní Ukrajiny) a rumunskému předmostí (Przedmoście rumuńskie). Zde byl začleněn pod nově vzniklou 41. pěchotní divizi, v níž sloužil jako zástupce majora Jana Włodarkiewicze. Během konfliktu (v Polsku známého jako zářijová kampaň) Pilecki a jeho muži zničili sedm německých tanků, sestřelili jeden letoun a další dva zničili na zemi. Dne 17. září Sovětský svaz začal obsazovat východní Polsko, v souladu s tajným německo-sovětským paktem Molotov–Ribbentrop. Pileckého divize, která se tak musela zapojit do těžkých bojů na obou frontách, byla nakonec 22. září rozpuštěna, přičemž část vojáků se vzdala nepříteli. Pilecki se společně se svým velitelem majorem Włodarkiewiczem vrátil do Varšavy.
O zhruba měsíc a půl později založili Pilecki a Włodarkiewicz 9. listopadu 1939 Tajnou polskou armádu (Tajna Armia Polska), jednu z prvních odbojových organizací v Polsku. Pilecki se stal organizačním velitelem Tajné polské armády a rozšířil její působnost i mimo Varšavu, a to na Siedlce, Radom, Lublin a další velká města ve středním Polsku. K roku 1940 měla Tajná polská armáda zhruba 8000 mužů (z toho více než polovinu ve zbrani), zhruba dvacet kulometů a několik protitankových pušek vzor 35. Později byla začleněna pod Svaz ozbrojeného boje (Związek Walki Zbrojnej), následně přejmenovaný na Zemskou armádu (Armia Krajowa). V rámci Zemské armády se příslušníci někdejší Tajné polské armády stali základem jednotky Wachlarz.

### Osvětim (Auschwitz)

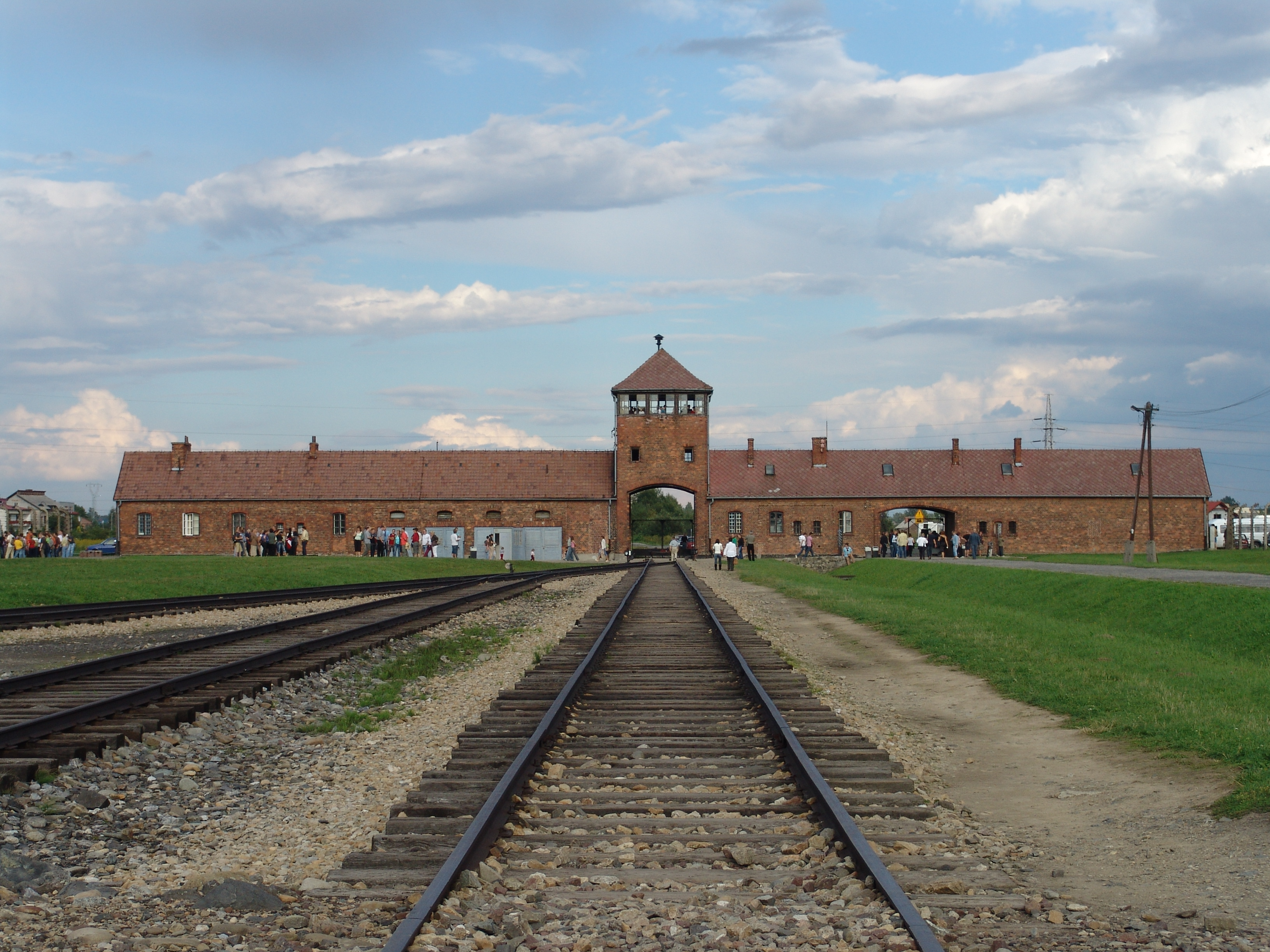
Brána tábora Auschwitz II – Birkenau

V roce 1940 Pilecki představil svým nadřízeným plán na infiltraci německého koncentračního tábora v Osvětimi (Auschwitz), s cílem získat informace o chodu tábora a zorganizovat mezi vězni odboj. Do té doby se moc nevědělo o účelu tábora a předpokládalo se, že jde o internační tábor či velké vězení, spíše než o vyhlazovací tábor. Nadřízení jeho plán schválili a zajistili mu falešný průkaz totožnosti na jméno Tomasz Serafiński. Dne 19. září 1940 vyrazil cíleně do ulic Varšavy v době pouličního zátahu a byl Němci zajat s dalšími zhruba dvěma tisíci civilisty (mezi nimi byl například pozdější polský ministr zahraničních věcí Władysław Bartoszewski). Po dvou dnech zadržování a bití gumovými pendreky byli transportováni do koncentračního tábora Auschwitz, kde bylo Pileckému přiděleno číslo 4859.
V táboře, kde pracoval v různých pracovních skupinách a přežil zápal plic, zorganizoval odbojovou skupinu Svaz vojenské organizace (Związek Organizacji Wojskowej). Řada menších odbojových organizací v táboře se posléze stala jeho součástí. Mezi úkoly Svazu vojenské organizace patřilo zlepšit morálku vězňů, získávat zprávy zvenčí, distribuovat mimořádné příděly jídla a oblečení svým členům, zřizování zpravodajských sítí atd.
Svaz vojenské organizace poskytl polskému odboji neocenitelné informace o táboře. Od října 1940 zasílal zprávy do Varšavy, a od března 1941 byly Pileckého zprávy předávány přes polský odboj britské vládě v Londýně. V roce 1942 jeho odbojové hnutí za pomoci radiového vysílače, postaveného vězni v táboře, vysílalo podrobnosti o počtech nových vězňů, počtech úmrtí v táboře a stavu vězňů. Tajná radiová stanice, sestrojená po sedmi měsících z propašovaných součástek, vysílala do podzimu 1942, kdy byla rozebrána z obavy před jejím odhalením ze strany Němců.
Tyto zprávy (tzv. Witoldovy zprávy) byly pro Spojence hlavním zdrojem zpravodajských informací o koncentračním a vyhlazovacím táboře Auschwitz. Pilecki doufal, že na tábor zaútočí Zemská armáda, či že do něj Spojenci provedou výsadek vojáků nebo zbraní. Tyto plány však byly vyhodnoceny jako neproveditelné. Gestapo mezitím zintenzivnilo své úsilí ve vypátrání členů Svazu vojenské organizace a řadu z nich zabilo. Pilecki se rozhodl uprchnout z tábora a osobně přesvědčit velitele Zemské armády, že existuje možnost podniknout záchrannou operaci. Když byl přidělen na noční směnu z 26. na 27. dubna 1943 mimo tábor, přemohl s dvěma dalšími vězni strážce, přerušil telefonní linku a uprchl s dokumenty, které sebrali strážnému.

### Po útěku ztábora
Několik dní po útěku kontaktoval jednotky Zemské armády. Dne 25. srpna 1943 se dostal do Varšavy a přidal se ke zpravodajskému oddělení Zemské armády. Ta se však poté, co přišla o několik agentů při průzkumu okolí tábora (včetně Stefana Jasieńského z výsadkářských jednotek cichociemni), rozhodla, že nedisponuje dostatkem sil, aby mohla tábor dobýt bez pomoci Spojenců. Pileckiho detailní zpráva byla zaslána do Londýna, kde se však domnívali, že jsou informace o německých zvěrstvech v Osvětimi značně zveličené. Britské úřady proto zamítly leteckou podporu pro operaci Zemské armády, která měla osvobodit vězně z tábora.
Zemská armáda v reakci na to zhodnotila, že nedisponuje dostatečnou silou, aby tábor napadla sama. Sovětská Rudá armáda, která byla v roce 1944 v útočné vzdálenosti od tábora, neprojevila žádný zájem zúčastnit se společné akce se Zemskou armádou a Svazem vojenské organizace k osvobození tábora. Do doby, než se zapojil do varšavského povstání, měl na starosti koordinaci aktivit Zemské armády a Svazu vojenské organizace, a v rámci svých možností poskytoval Svazu podporu. Dne 23. února 1944 byl povýšen na rytmistra (kapitána jezdectva) a přidal se k protikomunistické organizaci NIE, která vznikla jako tajná složka v rámci Zemské armády; jejím cílem bylo připravit se na odboj v případě možné sovětské okupace.

### Varšavské povstání
Když 1. srpna 1944 vypuklo varšavské povstání, přihlásil se ke skupině Chrobry II v rámci jednotek Kedyw (zkratka z polských slov kierownictwo dywersji, tj. „diverzní ústředí“) Zemské armády, a bojoval v četě Mazur, 1. roty Warszawianka Národních ozbrojených sil. Zprvu bojoval v severní části centra města jako obyčejný vojín, aniž by prozradil svou skutečnou hodnost. Později, když mnoho důstojníků padlo, prozradil svou totožnost a ujal se velení. Jeho jednotky držely opevněnou oblast, známou jako „velká bašta Varšavy“. Šlo o jednu z nejodlehlejších povstaleckých pevností a působila značné potíže německému zásobování. Baštu se podařilo udržet po dva týdny, během nichž museli obránci čelit neustálým útokům německé pěchoty a obrněných jednotek. Před kapitulací povstání schoval několik zbraní v soukromém bytě a nechal se zajmout. Zbytek války strávil v německých táborech pro válečné zajatce v Łambinowicích ve Slezsku a Murnau v Bavorsku.

## Komunistické Polsko

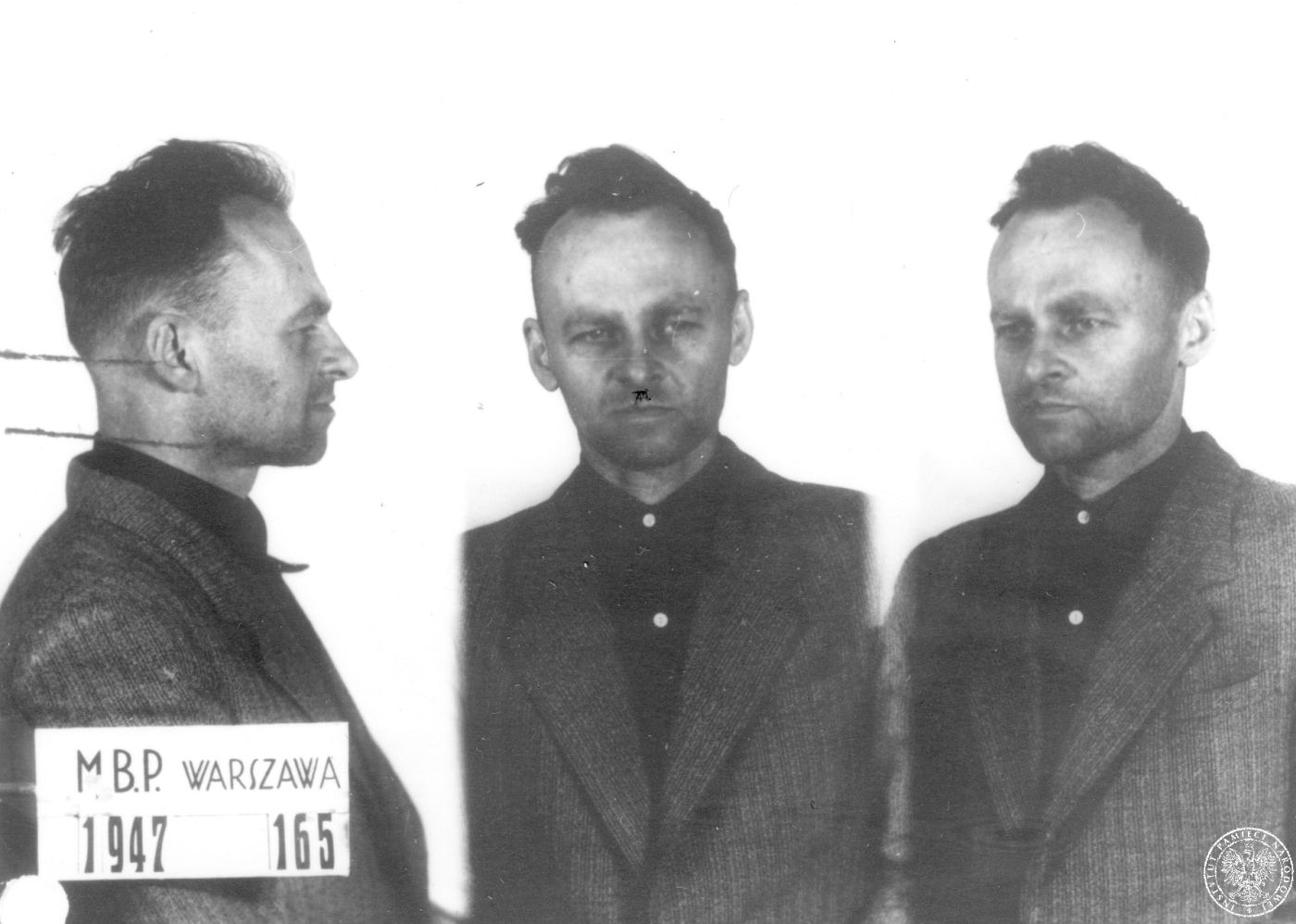
Fotografie z vězení Mokotów, 1947

Koncem dubna 1945 osvobodili Murnau Američané. Tábor opustil Pilecki až v červenci 1945 a nedlouho poté se přidal k 2. polskému sboru, umístěnému v Itálii, kde napsal monografii o Osvětimi. Jak se vztahy mezi polskou exilovou vládou a Polským výborem národního osvobození zhoršovaly, přijal v září 1945 rozkaz od generála Władysława Anderse, aby se vrátil do Polska s falešným průkazem totožnosti, s úkolem shromažďovat zpravodajské informace pro exilovou vládu.
Do Polska se vrátil v říjnu 1945 a začal organizovat zpravodajskou síť. Počátkem roku 1946 se polská exilová vláda rozhodla, že poválečná politická situace neskýtá naději pro osvobození Polska a nařídila všem partyzánům, kteří se dosud ukrývali v lesích (tzv. prokletí vojáci), aby se buď vrátili ke svým běžným životům nebo utekli na Západ. V červenci téhož roku byl Pilecki informován, že jeho krytí bylo prozrazeno, a dostal rozkaz opustit zemi. To však odmítl. V dubnu 1947 začal shromažďovat důkazy o sovětských zvěrstvech a obviněních Poláků (převážně členů Zemské armády a 2. polského sboru) a jejich popravách či věznění v sovětských gulazích.

### Zatčení a poprava

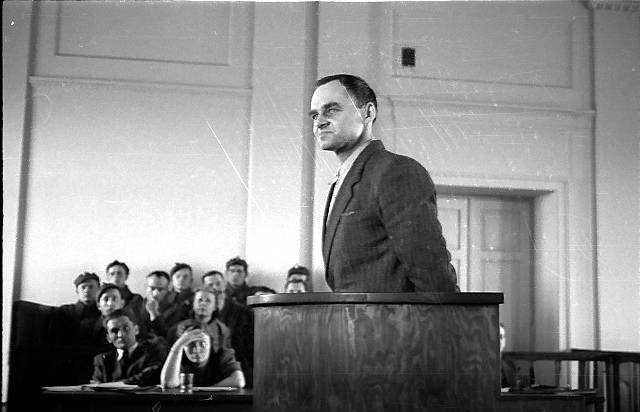
Proces s Pileckim, 1948

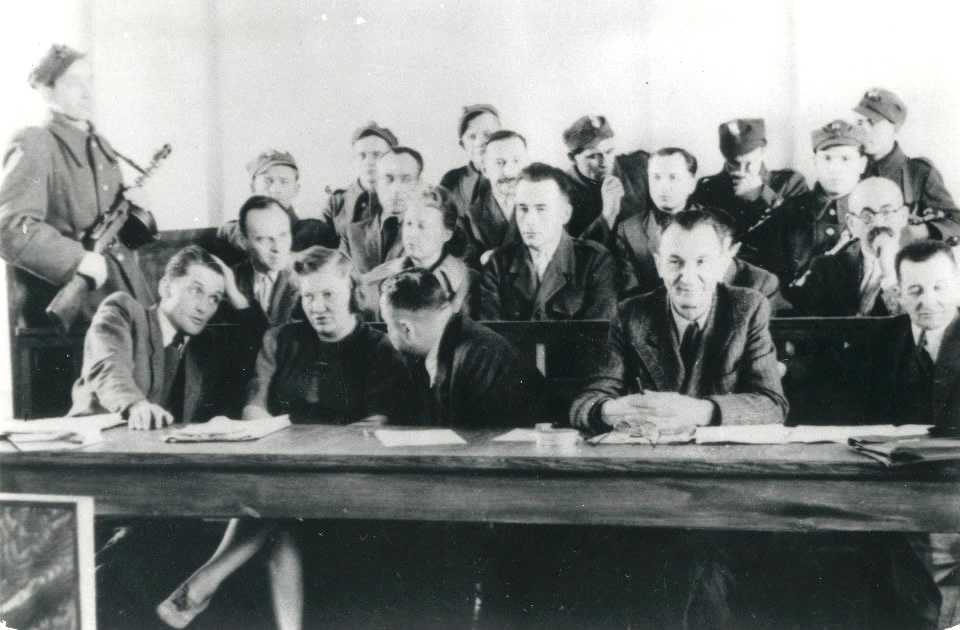
Proces s Pileckim, 1948

Dne 8. května 1947 byl zatčen agenty Ministerstva veřejné bezpečnosti. Před vlastním soudním procesem byl opakovaně brutálně mučen (trhání nehtů, lámání kostí, drcení varlat). Vyšetřování Pileckého aktivit vedl plukovník Roman Romkowski. Vyslýchal jej plukovník Józef Różański a poručíci S. Łyszkowski, W. Krawczyński, J. Kroszel, T. Słowianek, Eugeniusz Chimczak a S. Alaborski – muži, kteří byli obzvláště známí pro svou krutost. Pilecki však neprozradil žádné citlivé informace.
Dne 3. března 1948 se uskutečnil politický proces s Pileckim. Svědčil proti němu mimo jiné Józef Cyrankiewicz, budoucí polský premiér a sám přeživší z koncentračního tábora Auschwitz. Pilecki byl obviněn z nelegálního překročení státní hranice, používání padělaných dokumentů, vyhýbání se službě v armádě, přechovávání nelegálních zbraní, špionáže pro generála Anderse, špionáže pro „zahraniční imperialismus“ a přípravy atentátu na několik představitelů Ministerstva veřejné bezpečnosti. Pilecki odmítl obvinění z přípravy atentátu a špionáže (přiznal, že předával informace 2. polskému sboru, za jehož důstojníka se považoval, a z toho důvodu tvrdil, že neporušil žádné zákony), v ostatních bodech obžaloby se přiznal. Dne 15. května 1948 byl, společně se třemi druhy, odsouzen k trestu smrti. O deset dní později byl 25. května 1948 popraven v Mokotovské věznici ve Varšavě. Během posledního rozhovoru s manželkou jí sdělil: „Nemohu žít. Zabili mne. Osvětim byla ve srovnání s nimi jen drobnost.“ Jeho poslední slova před popravou zněla: „Ať žije svobodné Polsko!“. Jeho hrob nebyl nikdy nalezen, ale předpokládá se, že je pohřben na varšavském hřbitově Powązki. Po pádu komunismu byl k uctění jeho památky vztyčen symbolický náhrobek na hřbitově Ostrowa Mazowiecka. V roce 2012 proběhl na hřbitově Powązki průzkum s cílem najít Pileckého ostatky.
Soudní proces s Pileckým byl součástí procesů se členy Zemské armády a dalšími osobami napojenými na polskou exilovou vládu v Londýně. Witold Pilecki a všichni ostatní, odsouzení v politických procesech, byli rehabilitováni 1. října 1990. V roce 1995 byl in memoriam vyznamenán řádem Polonia Restituta a v roce 2006/2007 získal in memoriam nejvyšší polské vyznamenání – Řád bílé orlice. Dne 6. září 2013 byl ministrem národní obrany posmrtně povýšen do hodnosti plukovníka. V témže roce byl prokurátor Czesław Łapiński a další, kteří se podíleli na Pileckého odsouzení, obviněni z podílu na jeho vraždě. Cyrankiewicz, který proti Pileckému svědčil, zemřel již v roce 1989. Prokurátor Łapiński zemřel v roce 2004 ještě předtím, než soud dospěl závěru.

## Vkultuře
O Pileckého životě byl napsán nespočet knih. Jeho rozsáhlá zpráva z roku 1945 o tajné misi v koncentračním a vyhlazovacím táboře Auschwitz vyšla v angličtině poprvé v roce 2012 pod názvem The Auschwitz Volunteer: Beyond Bravery, a americký deník The New York Times ji označil za „historický dokument největšího možného významu“.
Vzniklo o něm též několik filmů a dokumentů, včetně snímku Śmierć rotmistrza Pileckiego („Smrt kapitána Pileckého“), v němž jej ztvárnil polský herec Marek Probosz, Against the Odds: Resistance in Nazi Concentration Camps a Heroes of War: Poland.
Švédská power metalová kapela Sabaton o Pileckém napsala píseň „Inmate 4859“ (tj. „Vězeň 4859“), která vyšla na jejich albu Heroes z roku 2014.

## Přehled vojenských vyznamenání
- podporučík (podporucznik) od roku 1925
- poručík (porucznik) od 11. listopadu 1941 (povýšen během působení v Auschwitzu)
- kapitán (rytmistr jezdectva rotmistrz) od 11. listopadu 1943
- plukovník (pułkownik) od 6. září 2013 (in memoriam)

## Vyznamenání a ocenění
- Řád bílé orlice (in memoriam, 2007)
- Řád Polonia Restituta – (in memoriam, 1995)
- Kříž za chrabrost, udělen dvakrát
- Stříbrný Kříž za zásluhy (1938)
- Krzyż Zasługi Wojsk Litwy Środkowej
- Medal Pamiątkowy za Wojnę 1918–1921
- Medal Dziesięciolecia Odzyskanej Niepodległości
- Krzyż Oświęcimski
- Warszawski Krzyż Powstańczy
- Gwiazda Wytrwałości (in memoriam)